# Castellfollit del Boix
Castellfollit del Boix è un comune spagnolo di 383 abitanti situato nella comunità autonoma della Catalogna.